# Il figlio di Dracula (film 1974)
Il figlio di Dracula (Son of Dracula) è un film del 1974 diretto da Freddie Francis e interpretato da Harry Nilsson e Ringo Starr, ex batterista dei Beatles.
Keith Moon degli Who e John Bonham dei Led Zeppelin appaiono entrambi nel film, alternandosi nel ruolo di batterista del gruppo musicale rock del conte Downe. Altri membri della band includono Klaus Voormann (altro vecchio amico di Starr), Peter Frampton, e, non accreditato, Leon Russell, oltre alla sezione fiati dei Rolling Stones composta da Bobby Keys e Jim Price.

## Trama
Dopo l'uccisione di suo padre (il conte Dracula, il Signore degli Inferi), per mano di un misterioso assassino, il conte Downe viene convocato dai suoi viaggi all'estero dal consigliere di famiglia Merlino in modo che possa prepararsi per prendere il posto del padre. Anche il barone Frankenstein è a disposizione per aiutare in ogni modo possibile. Il problema è, che Downe non vuole assolutamente prendersi questa responsabilità, e vorrebbe invece diventare un umano mortale − specialmente dopo aver conosciuto una bella ragazza di nome Amber, della quale si è innamorato. Egli quindi approccia il vecchio nemico di famiglia dottor Van Helsing, che accetta di facilitare la sua trasformazione in umano, con grande disappunto degli abitanti degli inferi.
Nonostante gli sforzi migliori di una miriade di mostri, nonché di una figura traditrice che viene inviata dal fidato Merlino, Van Helsing esegue l'operazione e rimuove i canini da vampiro di Downe. Quindi informa il conte che ora può vivere i suoi giorni alla luce del sole, e con Amber al suo fianco.

## Produzione
Il figlio di Dracula fu girato in un periodo nel quale Ringo Starr, tra occasionali sessioni di registrazione e la pubblicazione di qualche singolo, si stava concentrando più sulla carriera cinematografica che su quella musicale. Due pellicole nelle quali aveva recitato, 200 Motels e Blindman, erano uscite nel 1971, e prima di cominciare le riprese di Son of Dracula, Ringo aveva appena terminato di lavorare alla sua prima opera come regista, il documentario sul gruppo musicale T. Rex intitolato Born to Boogie.

## Distribuzione
Le riprese si conclusero nel novembre 1972, ma Son of Dracula dovette attendere un anno e mezzo prima di essere distribuito nelle sale. Subito dopo il completamento del film, Starr ebbe dei ripensamenti circa alcuni dialoghi, e chiamò Graham Chapman e Bernard McKenna chiedendo loro di riscrivere alcune parti della sceneggiatura. Alla fine però, l'idea di riscrivere il copione fu scartata.
Mostrato solo in poche sale nel circuito dei film di mezzanotte, il film ebbe poco successo e non è mai stato distribuito ufficialmente nel mercato dell'home video, accolto inoltre da critiche non entusiaste.